# دیوید وست
دیوید وست (انگلیسی: David West؛ زاده ۲۹ اوت ۱۹۸۰) یک بازیکن بسکتبال حرفه‌ای در لیگ ان بی ای آمریکا است.
او از سال ۲۰۱۵ تا کنون برای سن انتونیو اسپرز توپ میزند.